# Programa da Tarde
Programa da Tarde foi um programa de televisão brasileiro exibido pela Rede Record e apresentado por Maria Cândida. Entre 2007 e 2008 foi também apresentado pelo chef de cozinha Olivier Anquier. Em 2009 teve uma versão em Portugal pela RecordTV Europa apresentado por João Kleber e Andressa Pedry, trazendo as mesmas reportagens produzidas no Brasil.

## História
Em março de 2006, Maria Cândida é convocada para apresentar uma segunda versão do Tudo a Ver, que ia ao ar as 14h30, horário antes ocupado pelo programa Sônia e Você, como Tudo a Ver - 1ª edição e trazia algumas diferenças da versão convencional ao apresentar um formato mais próximo do entretenimento. Meses depois, a direção da emissora avaliou que o formato fugia a proposta do original do programa, que tinha foco no jornalismo como uma revista eletrônica, e decidiu mover a apresentadora para um programa próprio. Em 9 de outubro, entra no ar o Programa da Tarde, seguindo os moldes do formato produzido anteriormente e incluindo outras vertentes do entretenimento, como jogos com o público de casa. Em 9 de julho de 2007, o programa muda o cenário e ganha a co-apresentação de Olivier Anquier e a estreia do Jogo do Namoro, que era apresentado por Maria Cândida e exibido depois das 18h como um programa à parte. Durante a transmissão dos Jogos Panamericanos o programa ganhou férias para dar lugar as transmissões dos torneios esportivos.
Em 2008, Olivier deixou a atração. Nesta época, a direção avaliou que o formato tradicional dos programas vespertinos que apresentavam jogos e culinária estava em baixa e decidiu buscar novos moldes, apostando em mais reportagens externas e quadros de viagens. No final de 2008, no entanto, o programa voltou a ser ao vivo com atrações no palco como originalmente criado. Em 2009, o programa ganhou um novo cenário e novos quadros, como "O Contratado", que dava um emprego por semana para apenas um candidatos pré-selecionados pelo portal Curriculum.com. Em 16 de março, o programa perdeu uma hora de exibição para a reprise da telenovela Bicho do Mato. Em 3 de julho, o programa chega ao fim, sendo substituído por Geraldo Brasil.

## Apresentação
- Maria Cândida
- Olivier Anquier (2007–08)